# Bryoptera leucophaes
Bryoptera leucophaes är en fjärilsart som beskrevs av Louis Beethoven Prout 1910. Bryoptera leucophaes ingår i släktet Bryoptera och familjen mätare. Inga underarter finns listade i Catalogue of Life.